# (31044) 1996 NY
(31044) 1996 NY là một asteroid-belt hành tinh dạng nhỏ. Nó được phát hiện bởi Robert H. McNaught ở Đài thiên văn Siding Spring ở Coonabarabran, New South Wales, Australia, ngày 11 tháng 7 năm 1996.